# Quận Sandoval, New Mexico
Quận Sandoval là một quận thuộc tiểu bang New Mexico, Hoa Kỳ. Quận này có diện tích km², dân số theo điều tra năm  2000 của Cục điều tra dân số Hoa Kỳ là 89.908 người 2. Quận lỵ đóng tại thành phố Bernalillo6.

## Địa lý
Theo Cục điều tra dân số Hoa Kỳ, quận có diện tích 9607 km2, trong đó có 13 km2 là diện tích mặt nước.

### Giáp ranh
- Quận Rio Arriba, New Mexico - bắc
- Quận Los Alamos, New Mexico - đông bắc
- Quận Santa Fe, New Mexico - đông
- Quận Bernalillo, New Mexico - nam
- Quận Cibola, New Mexico - tây nam
- Quận McKinley, New Mexico - tây
- Quận San Juan, New Mexico - tây bắc